# Cezar Librecht
Cezar Librecht (n. Cesar Librecht, n. 1820, Regatul Unit al Țărilor de Jos – d. 1890, Paris, Franța) a fost un spion, militar și funcționar public român de origine belgiană. El a avut un rol important în Unirea Principatelor Române și în timpul domniei lui Alexandru Ioan Cuza. 

## Biografie
Există mai multe variante despre cum a ajuns belgianul Cezar Librecht în Principatul Moldovei. Una susține că a dezertat din Armata Belgiană și s-a refugiat în Moldova. Cunoscând neerlandeză, franceză, germană, italiană și engleză și având studii în domeniul ingineriei, ar fi fost ulterior utilizat de armatele aliate pentru gestionarea de telegrafe pe câmpul de luptă în cadrul războiului Crimeei. Alte surse susțin că a lucrat la un boier moldovean și apoi la serviciul de telegraf din Galați, unde l-a cunoscut pe colonelul Alexandru Ioan Cuza, pe atunci pârcălab de Galați. O altă variantă susține că Librecht era chelner la cazinoul din Galați, unde Cuza era client fidel, iar acesta îl ajuta să câștige la cărți sau chiar îl împrumuta.
Cert este că Librecht și Cuza erau apropiați. După dubla alegere a lui Cuza, el s-a înrolat în Armata Română, fiind ridicat de Cuza la gradul de sublocotenent. În 1861 a ajuns locotenent, apoi căpitan (1863) și maior (1865). În ziua în care s-a înrolat în Armata Română, Cuza l-a numit inspector general al posturilor și telegrafelor în toată România. Din această poziție, Librecht a constituit un serviciu de informații pe care l-a pus la dispoziția domnitorului Cuza. El a aflat astfel secretele rivalilor politici transmise prin telegrame, printre care cele ale lui Barbu Catargiu, Lascăr Catargiu, Ion Ghica, Dimitrie Brătianu, Ion C. Brătianu și alții. Librecht a realizat un registru cu cei mai importanți oameni de afaceri și politici, în care erau menționate procesele, slăbiciunile, dorințele, precum și afacerile cu care puteau fi șantajați, la care avea acces și domnitorul Cuza. Librecht a avut un rol esențial în lovitura de stat de la 2 mai 1864, el fiind cel care a intrat în Adunarea Deputaților și i-a anunțat de dizolvarea acesteia și de organizarea de noi alegeri. În consecință, Cuza l-a numit prefectul poliției Capitalei. În vara lui 1865, când Cuza era plecat la băi, forțe ale opoziției conservatoare încearcă să ocupe primăria, dar Librecht intervine în forță și reușește să oprească revolta.
După abdicarea forțată a lui Cuza, de care Librecht a fost surprins, fiind arestat și închis până în 1868. Inițial a fost condamnat, însă Curtea de Casație i-a anulat sentința, iar o instanță din Craiova l-a achitat. A fost forțat să părăsească România și s-a stabilit în Spania, înrolându-se în armata lui Juan Prim cu gradul de colonel și susținându-l pe acesta în conflictul cu Ducele Carlos. În 1870 s-a întors la București, pentru a își rezolva un proces cu statul, apoi s-a înrolat în armata lui Giuseppe Garibaldi, ce lupta de partea Franței în războiul Franco-German. A trăit ultimii ani de viață la Paris, unde a murit în sărăcie, în 1890. 